# Litewskie odrodzenie narodowe
Litewskie odrodzenie narodowe – okres w kulturze i historii Litwy, zapoczątkowany w drugiej połowie XIX wieku. Będąc pod zaborem rosyjskim, litewskie elity zaczęły dążyć do odzyskania niepodległości przez Wielkie Księstwo Litewskie, odrzucając jednocześnie związek z Polską. Trend litewskiego odrodzenia narodowego w dużym stopniu przyczynił się do ustanowienia niepodległego i niezależnego państwa litewskiego po pierwszej wojnie światowej.
Znaczący aktywiści litewskiego odrodzenia narodowego to m.in. Jonas Basanavičius i Vincas Kudirka. Dużą rolę odgrywały czasopisma „Aušra” i „Varpas”. Popularyzowano zreformowany język litewski.

## Podłoże
Wraz z pojawieniem się tzw. „litewskiego odrodzenia narodowego” stopniowo traciły pierwotne znaczenie pojęcia, których używano przez stulecia. Przedstawiciele dotychczasowego chłopstwa żmudzkiego – wówczas jak się określali „unarodowionego” – zaczęli nazywać się Litwinami, dodatkowo zastrzegając sobie prawo wyłącznej własności do tego terminu. Historyczną Żmudź określali Litwą, zgłaszając pretensje także do pozostałych ziem Wielkiego Księstwa Litewskiego.
Problematykę dotyczącą zrozumienia zawiłości w omawianym przedmiocie, spowodowanym roszczeniami do kultury litewskiej przez chłopstwo żmudzkie na przełomie XIX i XX w., podsumował współczesny badacz, w sposób następujący: „Paradoksalnie można by to ująć w ten sposób: Litwini (czyli Polacy) versus Żmudzini (czyli Litwini)”. Oprócz tego, Litwini (Polacy) ochrzcili część Żmudzinów (Litwinów) mianem litwomanów, czyli grupy chorobliwie cierpiącej na zafascynowanie chłopską litewskością.
Dla obu stron kiełkującej waśni pierwszorzędnego znaczenia nabierała sprawa ustalenia, kto tak naprawdę był Litwinem, czyli kto istotnie posiadał prawo do historycznego i prawnego dziedzictwa. Antagoniści z reguły oczywiście dochodziły do skrajnie odmiennych wniosków. Rozpoczynał się nowożytny spór, który nie tylko skomplikował i zmienił dotychczas używaną terminologię, ale również doprowadził do korekty wzajemnych wyobrażeń.
Na początku XIX wieku wśród części spolonizowanej litewskiej szlachty zaczęło wzrastać poczucie odrębności narodowej. Postacią skupiającą wokół siebie miłośników języka i folkloru litewskiego stał się biskup Józef Giedroyć. Rozpoczęto prace nad stworzeniem podręczników gramatyki, historii i słowników. Represje zaborcze przeciwstawiały się jednak tym próbom. Ruch rozwinął się ponownie po 1883 roku, nabierając charakteru opozycyjnego wobec polskości. Zarzewiem sporu była też dominacja języka polskiego w liturgii.